# Levoncourt (Alto Reno)
Levoncourt è un comune francese di 258 abitanti situato nel dipartimento dell'Alto Reno nella regione del Grand Est.

## Società

### Evoluzione demografica
Abitanti censiti